# Проводи
Про́води (також Гробки́, Діди́, Красна гірка, Могилки, Поминальні дні, Поминки, Провідки, Проводки, Ра́довниця, Радуниця, Бабський Великдень) — другий тиждень після Великодня, який в українській традиції є поминальним за померлими родичами.

## Походження традиції
Традиція Радовниці походить з язичницької доби і тісно пов'язана з давнім культом предків. У стародавніх слов'ян Радуницею (або «весняною радістю») називався, ймовірно, цілий цикл весняних свят — час поминання мертвих. За давнім народним віруванням, мерці радіють, коли їх поминають добрим словом живі свояки та ще й приходять до них на їхні могили.
Після введення у Київській Русі християнства з Х століття церковники засуджували й переслідували тих, що трималися старої традиції відзначати Радуницю, але оскільки завадити цьому були не в змозі, установили християнську традицію справляння Радуниці, однак лише одного дня — на другу неділю після Великодня. Водночас відзначання Радуниці було внормовано, фактично зведено до поминання померлих родичів, а будь-які радощі і веселощі жорстко засуджувалися.
Однак надалі народ створив своєрідний «сплав» давніх святкувань і суворої християнської традиції у справлянні Проводів-Радуниці. Увесь другий після Великодня тиждень вважався поминальним, а його відзначання було таким, яким ми його знаємо тепер. Так, уже в церковному словнику 1773 року зазначалось:
«В Радуницю був звичай серед простолюддя згадувати померлих свояків з язичними обрядами, і той, хто згадував, приносив на могилу вино, сичене [підсолоджене] вино, пироги, млінці, і після відправи священиком литаї, взявшу чарку з вином або склянку з пивом, відливав частину на могилу, а решту допивав сам; жінки в цей час плаксивим голосом причитали добродійства покійника…»

## Поширення і назва традиції в Україні

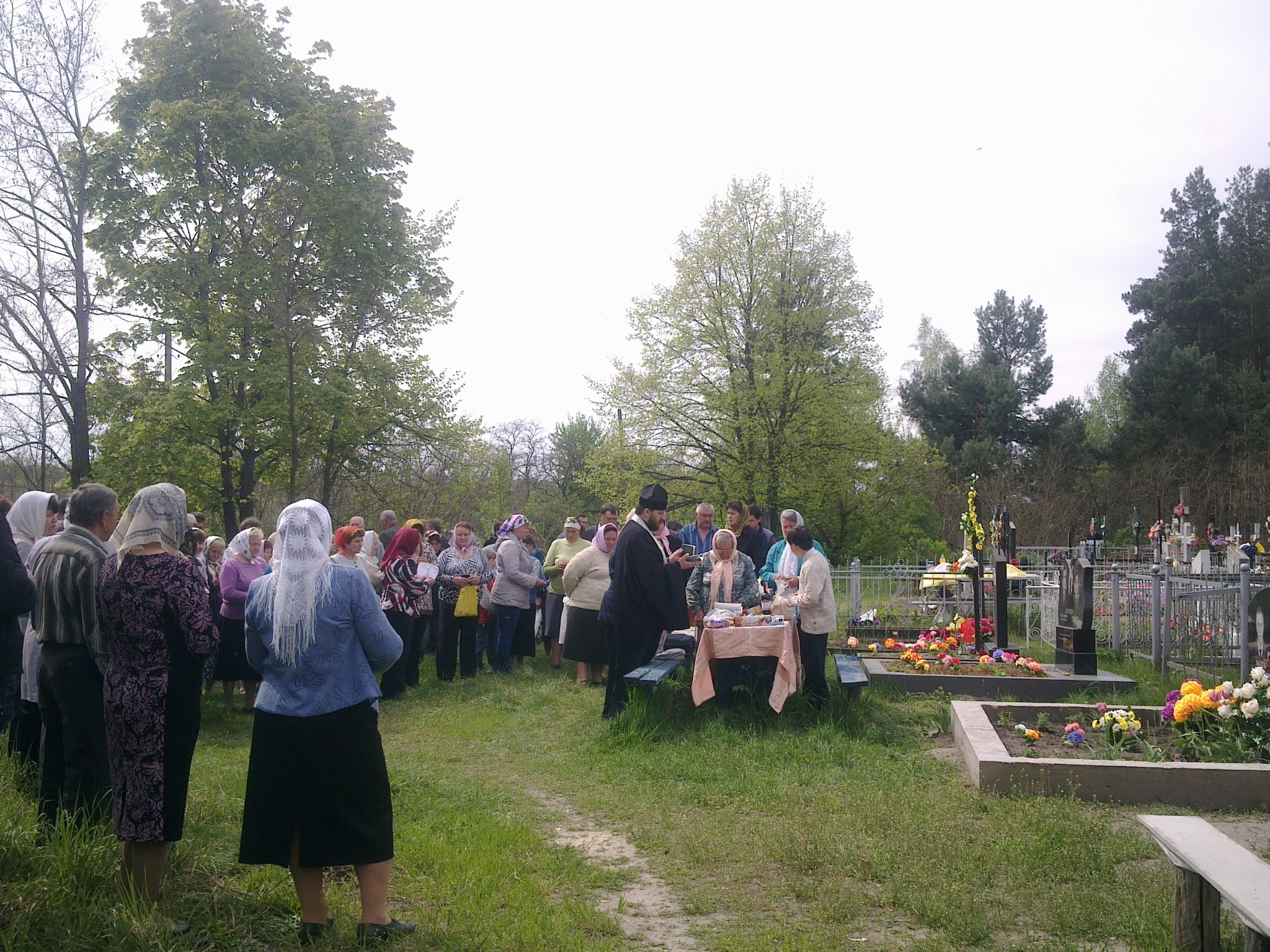
Проводи на цвинтарі Хутора Тимки, Чернігівська область, 2014

В Україні традиція поминального тижня, другого після Великодня, є загальнопоширеною, проте мало відома на Закарпатті. В сучасних українських народних звичаях слово Радуниця зустрічається доволі рідко, зате скрізь, по всій Україні, поширена церковна назва Проводи, або Поминки. Регіональними назвами є:
- гробки́ і могилки — Центральна Україна, Поділля і Волинь.
- ра́довниця (причому з чітким ненаголошеним дифтонгом ов-оу, як у білоруському ра́даўніца) — Полісся, особливо райони Київщини та Чернігівщини, суміжні з Білоруссю.
- по́минки, поминальний понеділок — Наддніпрянщина і Південна Україна.

На Поліссі, на противагу Центральній Україні, традиція зберігає більш архаїчні риси зі старих часів, зокрема, у Радовницю вважається гріхом сумувати, адже померлі мають радіти, що їхні родичі про них пам'ятають, тому не можна «псувати настрій» померлим.

## Особливості відзначення днів Провідного тижня в церковній традиції та народному побуті

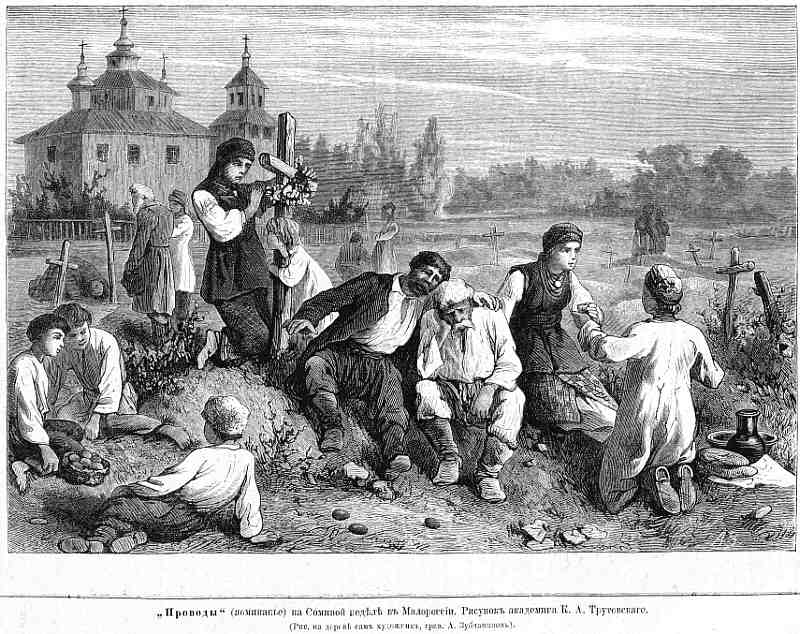
Проводи на Томину неділю в Україні. Худ. Костянтин Трутовський, 1877 р.

Провідна (Томина) неділя. Як і кожен тиждень за церковним уставом, Провідний тиждень розпочинається з неділі, яка є другою неділею після свята Воскресіння Христового. Вона має назву Провідної або, згідно з церковним календарем Фоминої (Томиної) неділі, оскільки в цей день під час Літургії читається Євангельський уривок про увірування апостола Фоми (Томи). Згідно з Євангелієм від Івана (Ів. 20:19–29), Фома був відсутній при першому об'явленні Ісуса Христа апостолам по Воскресінні з мертвих. Дізнавшись від них, що Ісус воскрес з мертвих і приходив до них, Фома сказав: «Якщо не побачу на його руках знаків від цвяхів і не вкладу свого пальця у місце, де були цвяхи, а й руки моєї не вкладу в бік його, — не повірю!». З'явившись апостолам знову, Ісус запропонував Фомі вкласти руку в свої рани, після чого Фома увірував, що Христос воістину воскрес, і вимовив: «Господь мій і Бог мій!» (Ів. 20:28). У відповідь воскреслий Христос сказав Томі: «Побачив мене, то й віруєш. Щасливі ті, які, не бачивши, увірували!» (Ів. 20:29). У пам'ять про цю подію весь другий тиждень після Великодня, як і 7-ий день після Воскресіння (перша неділя після Великодня), в церковній традиції вважається присвяченою апостолу Томі.
Вівторок Провідного тижня (другий вівторок після Великодня) у церковному уставі носить назву Радониці, яка в окремих місцевостях України в різних розмовних формах була розповсюджена на весь тиждень.
Середа провідного тижня є першим пісним днем після Великодня.

## Провідний тиждень у інших народів

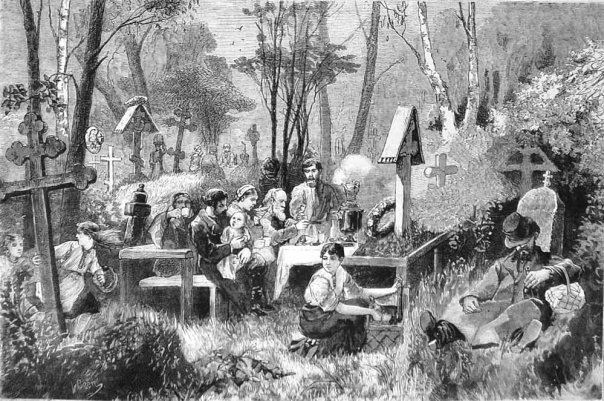
Поминки на Смоленському кладовищі, 1881 р.

У решти слов'ян звичай Проводів має такі ж традиції, як в українців, у білорусів, і називається Ра́даўніца або Дзяды́ (іноді на півночі Київщини, Чернігівщини та Сумщини українці також називають Проводи дідами), схожі звичаї засвідчені в болгар (Задушница, яка проте відзначається перед Великим постом) та поляків (Radonice, її відзначають зрідка); російська ж Радоница є переважно християнською традицією.

## Проводи (Поминки) у наш час
Під час Великого посту або у четвер Великоднього тижня перед Проводами (Поминками) прийнято відвідувати кладовище, щоб впорядкувати могили родичів. Через це четвер Великоднього тижня подекуди називають «Навський великдень», тобто Великдень мерців, оскільки вважалося, що в цей день звістка про настання Великодня сягає потойбічного світу, й померлі приєднуються у святкуванні до живих.. На кладовищі можна нести цукерки, пасхальну випічку, яйця і печиво. Згідно з повір'ям, в цей день мертві встають з могил, щоб розговітися після Великодня. Душі радіють, що вони не забуті найріднішими людьми.
Дні другого тижня по Великодню у великих українських містах як Київ, та й у інших населених пунктах з кількома кладовищами, розбиті між кладовищами для відзначення поминального дня. Зазвичай це неділя, понеділок або вівторок.

## Як неробочий день
Другий понеділок по Великодню є вихідним у Молдові, вівторок — у Білорусі (вихідним є також понеділок через перенесення робочого дня на одну з субот). Також один з днів (понеділок чи вівторок) є неробочим у деяких регіонах Росії.